# Paul Harpe

Paul Harpe

Paul Herbert Fritz Harpe (* 2. Juli 1902 in Angermünde; † 10. Dezember 1983 in Duisburg) war ein deutscher Politiker (NSDAP).

## Leben und Wirken
Nach dem Besuch des Realgymnasiums in Angermünde in den Jahren 1908 bis 1919, des Realgymnasiums an der Parkaue in Lichtenberg und des Jahn-Realgymnasiums in Lichtenberg verdiente Paul Harpe seinen Lebensunterhalt als Landwirt und Angestellter.
Im Herbst 1922 wurde Harpe erstmals Mitglied der NSDAP. Zum 17. Mai 1926, mehr als ein Jahr nach der Wiederzulassung der Partei nach ihrem vorübergehenden Verbot, trat er ihr erneut bei (Mitgliedsnummer 36.815). Als Funktionär übernahm Harpe nacheinander Aufgaben als Propagandawart (1926–1930) und Ortsgruppenleiter der Ortsgruppe Lichtenberg, als Bezirksführer (1931) des Bezirkes Berlin Osten, Gauinspekteur der Inspektion Berlin Ost (1932) und Gauorganisationsleiter des Gaues Groß-Berlin (1933). Ab 1934 fungierte er schließlich als Parteiverbindungsleiter im Reichsministerium für Volksaufklärung und Propaganda im Rang eines Reichsleiters. Er war Leiter des Fachamtes Bau der Deutschen Arbeitsfront sowie der Reichsbetriebsgemeinschaft Holz.
Nachdem bereits von 1932 bis zur Auflösung dieser Körperschaft im Herbst 1933 Mitglied des Preußischen Landtags gewesen war, saß er von November 1933 bis zum Ende der NS-Herrschaft im Frühjahr 1945 als Abgeordneter für den Wahlkreis 2 (Berlin West) im nationalsozialistischen Reichstag. Daneben war Harpe seit April 1933 Mitglied des Stadtrates im Bezirksamt Lichtenberg.